# مارگریت مورو
مارگریت مورو (انگلیسی: Marguerite Moreau؛ زادهٔ ۲۵ آوریل ۱۹۷۷) یک هنرپیشه اهل ایالات متحده آمریکا است. وی از سال ۱۹۹۱ میلادی تاکنون مشغول فعالیت بوده‌است.
از فیلم‌ها یا برنامه‌های تلویزیونی که وی در آن نقش داشته است می‌توان به هیئت منصفه فراری، تابستان داغ و مرطوب آمریکایی، درون خاکستر و زندگی اتفاق می‌افتد اشاره کرد.